# Cadaval
Cadaval és un municipi portuguès, situat al districte de Lisboa, a la regió del Centre i a la Subregió de l'Oeste. L'any 2006 tenia 14.525 habitants. Limita al nord amb Caldas da Rainha, a l'est amb Rio Maior i Azambuja, al sud amb Alenquer, al sud-oest amb Torres Vedras, a l'oest amb Lourinhã i al nord-oest amb Bombarral.

## Població
| Població del concelho de Cadaval (1801 – 2004) | Població del concelho de Cadaval (1801 – 2004) | Població del concelho de Cadaval (1801 – 2004) | Població del concelho de Cadaval (1801 – 2004) | Població del concelho de Cadaval (1801 – 2004) | Població del concelho de Cadaval (1801 – 2004) | Població del concelho de Cadaval (1801 – 2004) | Població del concelho de Cadaval (1801 – 2004) | Població del concelho de Cadaval (1801 – 2004) |
| ---------------------------------------------- | ---------------------------------------------- | ---------------------------------------------- | ---------------------------------------------- | ---------------------------------------------- | ---------------------------------------------- | ---------------------------------------------- | ---------------------------------------------- | ---------------------------------------------- |
| 1801                                           | 1849                                           | 1900                                           | 1930                                           | 1960                                           | 1981                                           | 1991                                           | 2001                                           | 2004                                           |
| 4.001                                          | 6.388                                          | 10.731                                         | 14.728                                         | 17.287                                         | 14.474                                         | 13.516                                         | 13.943                                         | 14.385                                         |

## Fregesies
- Alguber
- Cadaval
- Cercal
- Figueiros
- Lamas
- Painho
- Peral
- Pêro Moniz
- Vermelha
- Vilar